# The Notorious IBE
The Notorious IBE (Abkürzung für International Breakdance Event) ist ein jährlich in Heerlen in den Niederlanden ausgetragenes Breakdance-Event. Mittlerweile umfasst das IBE mehrere verschiedene Battles an mehreren verschiedenen Orten innerhalb der Stadt Heerlen und ist vom Aufbau des Zeitplans und der Verteilung der Austragungsorte vergleichbar mit großen Musikfestivals. Das erste IBE fand 1998 in Rotterdam unter der Leitung von Marcel Haug und Tyrone van der Meer statt.

## Geschichte

### 1998
Im Jahr 1998 wurde das IBE von den Gründern Marcel Haug und Tyrone van der Meer zum ersten Mal im Nighttown in Rotterdam ausgerichtet.
Neben Livegraffiti und Rapauftritten standen im Vordergrund die Battles zwischen vielen damals bekannten Breakdance-Crews wie Battle Squad, Flying Steps, Southside Rockers, Second to None, Crazy Force Crew, Crazy Force Belgium und Ykanji.

### 1999
Dieses IBE ist besonders bekannt geworden durch den Konkurrenzkampf zwischen Salah und Bionic Man.

### 2000
Aufgrund fehlender finanzieller Unterstützung fand in diesem Jahr kein IBE statt.

### 2001
Neu vorgestellt im Ablaufplan wurden dieses Jahr das Toprockbattle, das Footworkbattle, das Powermovebattle und das Battle of the Year Benelux. Außerdem neu war das All battles All (Jeder gegen Jeden), bei dem sich Killabeez, Starforce, Connexion und Supercrew zusammen mit Wanted gegenüberstanden.

### 2002
Zum zweiten Mal wurde bei diesem IBE das Battle of the Year Benelux ausgerichtet. Außerdem wurde das neue Battlesystem Seven2smoke zum ersten Mal ins Programm vom IBE aufgenommen.

### 2003
Beim fünften IBE etablierten sich weitere Neuerungen. Diesmal wurden keine einzelnen Breakdancecrews eingeladen, sondern Allstarteams aus Deutschland, Frankreich und den USA. Das Battle of the Year Benelux wurde nach diesem IBE aus dem Programm genommen. Neu aufgenommen ins Programm wurde das Stand-Up-Dancebattle und der Wettkampf The longest BBoy move.

### 2004
Das Event wurde vom IBE in The Notorious IBE umbenannt. Das All-battles-All-Prinzip mit drei Allstarcrews blieb erhalten. Einmalig wurde mit den Battlevarianten Freaks come out at night und Blind Date Battle experimentiert, diese wurden jedoch nicht ins Programm der folgenden IBEs aufgenommen.

### 2005
Das mittlerweile fest integrierte All battles All wurde um eine vierte Allstarcrew aus Südkorea erweitert. Besondere Aufmerksamkeit erhielt das Battle zwischen den Teams aus den USA und Südkorea. Das Battle musste allerdings unterbrochen werden, nachdem beide Teams in eine Handgreiflichkeit gerieten.

### 2006–2007
In diesen beiden Jahren musste das IBE aus finanziellen und organisatorischen Gründen abgesagt werden.

### 2008
Dieses Mal wurde das IBE nach Heerlen verlegt. Die All-battles-All-Teams waren diesmal aus Korea/Japan, USA, Europa und Russland/Ukraine.

### 2014
Dieses Jahr beim IBE in Heerlen standen sich Lil' Twister (The Saxonz) Vs. Paco im Finale gegenüber.
Als Sieger des diesjährigen geht Lil' Twister von der Crew The Saxonz aus Sachsen heraus.